# Moehringia castellana
Moehringia castellana är en nejlikväxtart som först beskrevs av Josep Maria Montserrat-Marti, och fick sitt nu gällande namn av Rivas Mart., Cantó och J.M.Pizarro. Moehringia castellana ingår i släktet skogsnarvar, och familjen nejlikväxter. Inga underarter finns listade i Catalogue of Life.